# Фони тис Верияс
„Фони тис Верияс“ (на гръцки: Φωνή της Βεροίας, в превод Берски глас) е гръцки вестник, издаван в град Бер (Верия).
Вестникът започва да излиза през 1929 година. Няма запазени броеве. Има само 2 сведения за вестника, като в едното се споменава брой от 4 август 1929 година, в който се говори за конфликт между членове на Либералната партия.